# Kaap Gamova
Kaap Gamova of Gamov (Russisch: Мыс Гамова) is een kaap aan het zuidoostelijke uiteinde van het gelijknamige schiereiland Gamova, aan de Baai van Peter de Grote, op ongeveer 260 kilometer van de Russische stad Vladivostok. Aan westzijde wordt ze door de Opasnajabocht ("gevarenbocht"; vanwege het gevaar op schipbreuk) gescheiden van Kaap Babkina en vormt ze tevens het zuidelijkste punt van de Posjetbaai en aan oostzijde bevindt zich de Vitjazbocht. Op de kaap bevindt zich een vuurtoren en de bijbehorende nederzetting Majak Gamova.
De kaap bestaat uit een complex van harde vulkanische rotssteen en graniet, terwijl de kusten van de Vitjazbocht opgebouwd zijn uit zachter sedimentair gesteente als schisten en zandsteen.

## Geschiedenis
De kaap werd voor het eerst beschreven door marineofficier Dmitri Gamov, van wie de naam afkomstig is. Tot begin 20e eeuw vormde het een gevaarlijk punt voor schepen, waarvan er hier meerdere vergingen. In 1888 werd daarom onder leiding van Franse bouwers begonnen met de bouw van een vuurtoren, maar het zou nog tot 1906 duren voordat deze voltooid was. In tussentijd verging het stoomschip Vladimir bij de kaap tijdens hevige mist in 1897. De vuurtoren bevindt zich op een hoogte van 50 meter en draagt nummer 1 (nummering van Russische vuurtorens begint in het Russische Verre Oosten). Bij de vuurtoren bevindt zich een alarmbel die vroeger werd geluid om te waarschuwen bij mist. Overigens wisten deze voorzorgsmaatregelen niet te voorkomen, dat in 1982 het onderzoekschip Kvarts zonk bij de kaap.
In de sovjetperiode bevond zich een geheim militair onderzoekscentrum aan de Vitjazbocht, waar onderzoek werd gedaan naar zeezoogdieren en hoe ze eventueel zouden kunnen worden ingezet bij militaire operaties ter zee. Er werd onder andere geëxperimenteerd met het "opleiden" van dolfijnen, zeeleeuwen en zeehonden tegen duikers en saboteurs en voor het opblazen van vijandelijke onderzeeboten en schepen. De bocht was om die reden verboden gebied. Begin jaren 1990 stokten de financiën en werden de beesten vrijgelaten. Van het wetenschappelijk centrum resteert slechts de witte koepel boven het nu grotendeels vervallen gebouw. Op de hellingen bevinden zich ook een aantal zware kustbatterijen, die vroeger Vladivostok moesten beschermen, maar nu buiten gebruik zijn. Doordat het gebied lange tijd gesloten was kon de natuur er vrij haar gang gaan en de oostelijke kust vormt nu onderdeel van het strikte natuurgebied Dalnevostotsjny morskoj, evenals de nabijgelegen Rimski-Korsakovarchipel. De rest van de kaap en het schiereiland zijn nu vrij toegankelijk.
Tegenwoordig wordt de kaap vooral bezocht door toeristen, waarvoor ook een klein hotel is ingericht in het historische gebouw van de voormalige barakken, alsook een klein restaurant met zicht op de 50 meter steil aflopende kliffen. De kaap en omstreken zijn populair als duikgebied vanwege de bijzondere landschappen boven- en onder water en de scheepswrakken.